# استان آنتونیو کوئیارو
استان آنتونیو کوئیارو (به اسپانیایی: Provincia de Antonio Quijarro) یکی از استان‌های بولیوی در بولیوی است که در شهرستان پوتوسی واقع شده‌است. استان آنتونیو کوئیارو ۱۷٬۴۴۹ کیلومتر مربع مساحت و ۳۷٬۴۲۸ نفر جمعیت دارد.